# 小行星7029
小行星7029（英語：7029）是一颗围绕太阳公转的小行星。1993年12月14日，PCAS在帕洛马山发现了此天体。
这颗小行星的绝对星等为98.38144462166345等。